# 神目站

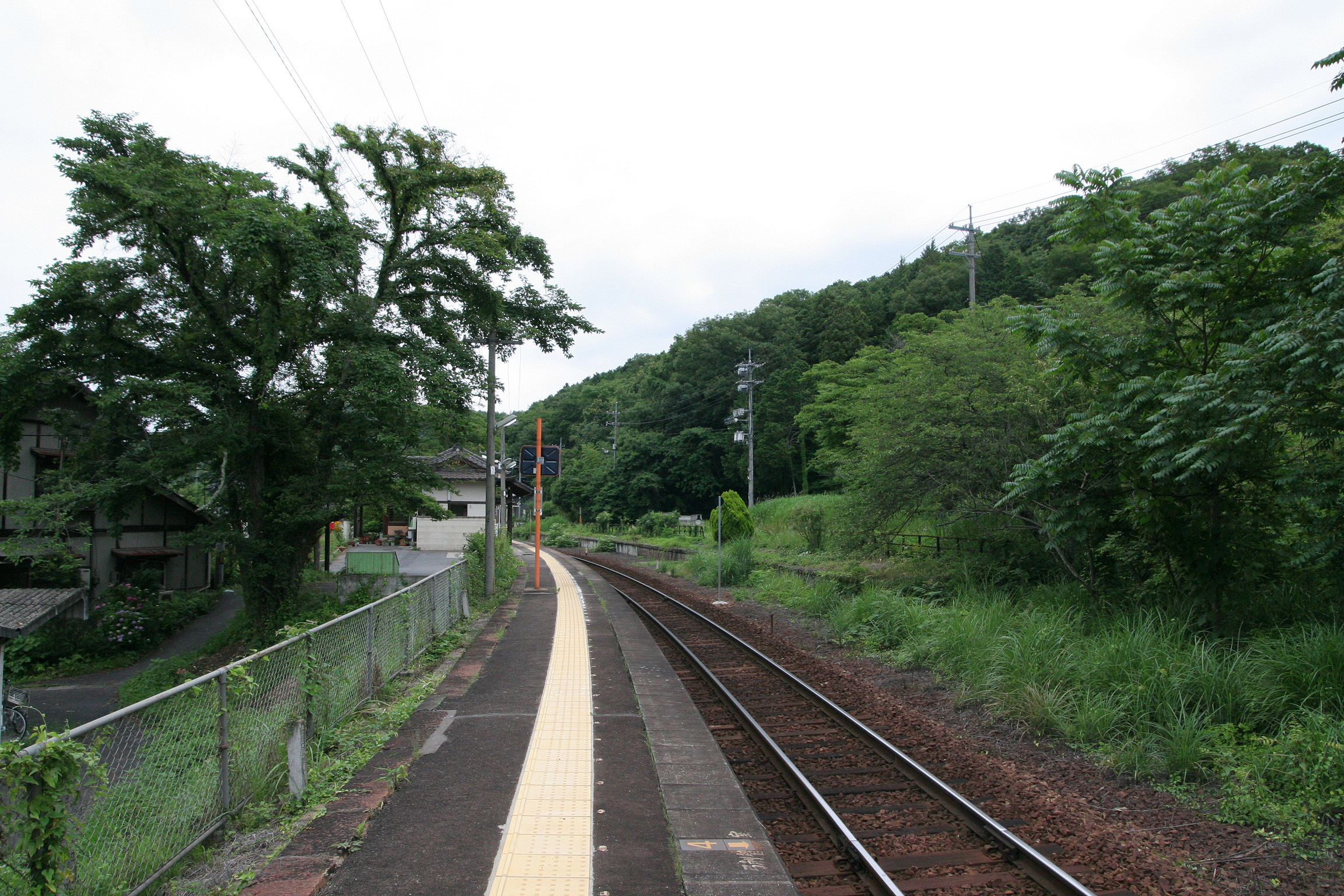
月台 (2008年6月)

神目站（日语：／ Kōme eki */?）是位於岡山縣久米郡久米南町，屬於西日本旅客鐵道（JR西日本）的津山線車站。

## 歷史
在1898年中國鐵道啟用以來，神目村的居民持續發起設置停車場運動，最後在1928年起設置了臨時停留場
- 1928年（昭和3年）12月16日 - 中國鐵道（日语：中鉄バス）本線福渡站至弓削站之間開設臨時停留場[1]。
  - 當時車站地址是岡山縣久米郡神目村（日语：神目村）神目中。
- 1929年（昭和4年）12月25日 - 正式成為停留場[1][2]。
- 1944年（昭和19年）6月1日 - 中國鐵道的鐵路部門被國有化，成為國有鐵道津山線車站。
- 1954年（昭和29年）4月1日 - 隨著久米南町成立，車站地址變為岡山縣久米郡久米南町神目中。
- 1971年（昭和46年）11月15日 - 成為無人車站。
- 1987年（昭和62年）4月1日 - 伴隨國鐵分割民營化，車站由西日本旅客鐵道（JR西日本）營運。

## 車站構造
本站是地面車站，設有1面1線單式月台，前往津山方向的列車會開啟左邊車門，並且和往岡山方向的列車使用同一月台。此站曾設有2面2線的相對式月台，現時還留有已停用的月台遺蹟。
此站是由津山站管理的無人車站，站內沒有自動售票機等設備。此戰的站房是一座木造建築，站內設有候車室，廁所則是男女分開的濕廁。

## 使用狀況
以下為近年1日平均乘車人次列表：
| 乘車人次變化 | 乘車人次變化    |
| 年度         | 1日平均乘車人次 |
| ------------ | --------------- |
| 1999         | 119             |
| 2000         | 102             |
| 2001         | 94              |
| 2002         | 85              |
| 2003         | 84              |
| 2004         | 87              |
| 2005         | 79              |
| 2006         | 75              |
| 2007         | 78              |
| 2008         | 84              |
| 2009         | 80              |
| 2010         | 72              |
| 2011         | 65              |
| 2012         | 69              |
| 2013         | 74              |
| 2014         | 70              |
| 2015         | 72              |
| 2016         | 83              |
| 2017         | 75              |
| 2018         | 63              |

## 車站周邊
車站周邊設有小型村落。
- 神目郵局
- 國道53號（日语：国道53号）
- 岡山縣道375號上籾神目停車場線（日语：岡山県道375号上籾神目停車場線）

## 相鄰車站
西日本旅客鐵道（JR西日本）
 津山線
■快速「壽」（津山站至岡山站之間快速列車）
通過
■快速「壽」（福渡站至岡山站之間快速列車）、■普通
弓削－神目－福渡

## 注腳
1. 1 2 3  小西伸彦『みまさか鉄道ものがたり』吉備人出版，2013年，36-37頁
2. ↑  『鐵道停車場一覧. 截至昭和9年12月15日』（國立國會圖書館近代數碼圖書館）
3. ↑  .   [2019-12-30]. （原始内容存档于2021-01-23） （日语）.
4. ↑  岡山縣統計年報

## 外部連結
- 神目｜車站資訊：JR出門網 - 西日本旅客鐵道（日語）